# 東江康治
東江 康治（あがりえ やすはる、1928年9月10日 - 2015年4月5日）は、日本の教育心理学者。名桜大学名誉学長。元琉球大学学長。

## 略歴
太平洋戦争末期の沖縄戦で鉄血勤皇隊として動員され、米軍の攻撃で右胸を撃ち抜かれたが、一命を取り留めた。当時、米国生まれの兄フランク・ヒガシが米兵として沖縄に入り、敵味方に分かれた兄弟としても知られた
。
戦後、米政府の援助で米国に留学。教育心理学が専門で、1970年に琉球大学教育学部教授、1973年に教育学部長、1984～1990年に学長。沖縄県名護市の名桜大学の設立に携わり、1994～2000年に初代学長を務めた。平和論の講座を設けるなど平和教育に力を入れた。2005年に瑞宝重光章を受章した。
2015年4月5日午前5時35分、肝臓がんの為、那覇市内の病院で死去。86歳没。

## 経歴
- 1928年 - 沖縄県国頭郡名護町（現・名護市）東江に生まれる
- 1934年 - 東江尋常高等小学校（現・名護市立東江小学校）入学
- 1944年 - 鉄血勤皇隊に編入
- 1945年
  - 沖縄県立第三中学校（現・沖縄県立名護高等学校）卒業
  - 東江小学校代用教員
  - 沖縄文教学校外語部入学
  - 沖縄民政府文教局翻訳官
  - 米軍部隊の通訳
- 1946年 - 沖縄外国語学校卒業
- 1948年 - 沖縄外国語学校名護分校教員
- 1949年 - 琉球大学開学の準備作業に携わる
- 1950年
  - 琉球大学図書館司書
  - アイオワ大学留学
- 1954年 - アイオワ大学文理学部心理学科卒業
- 1958年 - アイオワ大学大学院修士課程修了
- 1970年 - 琉球大学教育学部教授
- 1972年 - ワシントン州立大学大学院博士課程修了
- 1973年 - 琉球大学教育学部長
- 1984年 - 琉球大学学長
- 1990年 - 琉球大学名誉教授
- 1991年
  - 放送大学沖縄ビデオ学習センター長
  - 名護総合学園設立準備委員会委員長《名護市長　比嘉鉄也》
- 1993年
  - 学校法人名護総合学園事理事長
  - 名桜大学学長就任
- 2000年
  - 3月31日 - 名桜大学学長退任
  - 12月31日 - 名桜大学理事長退任
- 2001年5月30日 - 名桜大学名誉学長
- 2005年 - 瑞宝重光章受章
- 2015年4月5日 - 肝臓癌のため死去[1]

## 主な社会的活動
- 地域レベルの国際交流を考える会委員《内閣官房長官私的懇話会》（1987年～1988年）　《内閣官房長官　小渕恵三》
- （財）りゅうぎん国際化振興財団理事（1988年4月～2001年3月30日）　《理事長　崎間晃》
- 沖縄振興開発審議会会長（1989年9月～1991年9月）　《沖縄県知事　西銘順治》
- 21世紀の沖縄経済を考える懇談会委員《沖縄開発庁総務局企画課》（1992年11月～）　《沖縄開発庁長官　伊江朝雄》
- 首里城公園友の会理事（1993年5月～）　《会長　田場典正》
- 沖縄情報津新基盤整備推進懇話会委員《沖縄優勢管理事務所》（1994年11月～）　《沖縄郵政管理事務所所長　野村卓》
- 沖縄県生涯学習審議会会長（1995年7月～1997年7月）　《沖縄県教育委員会教育長　仲里長和》
- 辺野喜楚洲線環境検討委員会委員長（1996年2月～1997年8月）　《国頭村長　仲原弘》
- （財）沖縄観光コンベンションビューロー理事（1996年4月～1998年3月）　《財団行人沖縄観光コンベンションビューロー会長　大田昌秀》
- 沖縄県米軍基地所在市町村に関する懇談会委員《内閣官房長内政審議室》（1996年8月～1997年3月）　《内閣官房長長官　梶山静六》
- (財)亜熱帯総合研究所理事（1996年9月～2000年3月30日）　《沖縄県知事　大田昌秀》
- 沖縄国際平和研究所（仮称）設置検討委員会委員（1996年2月～1998年6月）　《沖縄県知事　大田昌秀》
- 沖縄県米軍基地所在市町村に関する懇談会提言の実施に係る有識者懇談会副座長（1997年6月～2000年5月31日）　《内閣官房長長官　梶山静六》
- 沖縄県における今後の高等教育の在り方に関する懇談会委員《文部省》（1997年8月～1998年3月31日）　《文部省高等教育局長　佐々木正峰》
- (財)南西地域産業活性化センター理事（1998年4月～2000年3月）　《財団法人南西地域産業活性化センター会長　仲井真弘多》
- 沖縄県空手（古式）道連合会会長（1998年7月～2002年6月）
- 流出文化シンポジウム実行委員会委員長（1998年12月～2000年3月）　《財団法人海洋博覧会記念公園管理財団理事長　中山晋》
- 名護市総合計画審議会委員（1998年12月～2000年3月）　《名護市長　岸本建男》
- JICA青年海外協力隊技術補完研修等拡充調査検討委員会委員長（1998年11月～1999年3月）　《非公式な委員会なので任命権者はなし》
- 名護サミット推進市民会議副会長（1999年7月～2000年8月）　《名護市長　岸本建男》
- 海洋博公園中央市区利用計画委員会委員（1999年1月～1999年3月）　《財団法人日本公園緑地協会長　川名俊次》
- 新石垣空港建設位置選定委員会委員長（1999年8月～2000年4月8日）　《沖縄県知事　稲嶺恵一》
- 沖縄県振興開発審議会委員（1999年11月～2000年3月30日）　《沖縄県知事　稲嶺恵一》

## 著書
- 『保育入門シリーズ 第14巻 乳幼児の生活指導』(編さん) (1979) 北大路書房